# 유비퀴논:사이토크롬 c 산화환원효소
유비퀴논:사이토크롬 c 산화환원효소(영어: ubiquinone:cytochrome c oxidoreductase) (EC 7.1.1.8)는 전자전달계의 세 번째 복합체로 ATP의 생화학적 생성(산화적 인산화)에서 중요한 역할을 한다. 사이토크롬 bc1 복합체(영어: cytochrome bc1 complex), 복합체 III(영어: complex III), 미토콘드리아 복합체 III(영어: mitochondrial complex III), 호흡 복합체 III(영어: respiratory complex III)라고도 한다. 복합체 III는 미토콘드리아 게놈(사이토크롬 b)과 핵 게놈(다른 모든 소단위체들)에 의해 암호화되는 다중 소단위체 막관통 단백질이다. 복합체 III는 모든 동물과 모든 호기성 진핵생물의 미토콘드리아 및 대부분의 진정세균의 내막에 존재한다.

## 같이 보기
- NADH:유비퀴논 산화환원효소 (복합체 I)
- 석신산 탈수소효소 (복합체 II)
- 사이토크롬 c 산화효소 (복합체 IV)